# (35334) Yarkovsky
(35334) Yarkovsky (1997 FO1) est un astéroïde de la ceinture principale découvert le 31 mars 1997 par Piero Sicoli et Francesco Manca à Sormano.
Il est nommé d'après Ivan Yarkovsky, découvreur de l'effet Yarkovsky.